# La Dérobade
La Dérobade je francouzský hraný film z roku 1979, který režíroval Daniel Duval podle stejnojmenného románu Jeanne Cordelier, vydaného v roce 1976.

## Děj
Marii je 19 let a její život na předměstí bez budoucnosti ji nudí. V kavárně se seznámí s Gérardem, pohledným a upovídaným brunetem, který nemá problém ji svést. Marie, zaslepená láskou, celkem naivní, se rozhodne opustit rodiče i práci prodavačky, aby mohla žít s mužem, kterého považuje za muže svého života. Gérard je ale pasák, který Marii brzy nutí k prostituci. Nejprve v bytě, poté na ulici nebo v Boulogne, mladá žena postupně objevuje svět rozkladu a násilí.

## Obsazení
| Miou-Miou               | Marie Mage               |
| Maria Schneiderová      | Maloup                   |
| Daniel Duval            | Gérard                   |
| Jean Benguigui          | Jean-Jean                |
| Martine Ferrière        | paní Pedro               |
| Niels Arestrup          | André                    |
| Michel Berto            | klient                   |
| Jacques Doniol-Valcroze | policejní komisař        |
| Jean-Claude Dreyfus     | násilník                 |
| Brigitte Ariel          | Odette                   |
| Régis Porte             | mladý klient             |
| Guy Kerner              | zákazník s kladivem      |
| Isabelle Mergault       | prostitutka              |
| Jean Abeillé            | divák s kozí bradkou     |
| Henry Djanik            | Jacques, první klient    |
| Marie Pillet            | Lulu, sestra Marie       |
| Bernard Cazassus        | Roger, otec Marie a Lulu |
| Jean-Claude Jay         | sadistický klient        |

## Ocenění
- César: nejlepší herečka (Miou-Miou), nominace v kategoriích nejlepší herečka ve vedlejší roli (Marie Schneider), nejlepší filmová hudba (Vladimir Cosma)